# Vilém Blodek
Vilém František Plodek (Praga, 3 de octubre de 1834 - Praga, 1 de mayo de 1874) fue un compositor, flautista y pianista checo.

## Biografía
Blodek nació en el seno de una familia pobre y fue educado en una Escuela Pía alemana en Praga. Después de estudiar con Alexander Dreyschock (piano) y en el Conservatorio de Praga (1846–52) con Antonín Eiser (flauta) y Johann Friedrich Kittl (composición), se volvió un maestro de música en Lubycza, Galitzia (1853–55). A su regreso a Praga, trabajó como un pianista de conciertos, profesor de música y, brevemente, como segundo director de orquesta de la sociedad coral masculina de Praga, para la cual escribió varios coros patrióticos. En 1860 sucedió a Eiser como profesor de flauta en el conservatorio y, como base para la enseñanza, escribió su propio manual de flauta (1861). Estuvo activo como escritor de música incidental para los teatros alemán y checo: de 1858 en adelante escribió música para 60 obras y colaboró con Smetana sobre música para los tableaux de las celebraciones de Shakespeare en 1864. En 1865 se casó con su alumna Marie Doudlebská. El exceso de trabajo le causó un colapso nervioso, y después de un tiempo en un hospital mental en 1870, regresó ahí de manera permanente en mayo de 1871.

## Estilo
Blodek comenzó a componer en el conservatorio a la edad de 13 años (sexteto de cuerdas, 1847) em im estilo que se debió mucho a su profesor Kittl, a Mendelssohn, y a los primeros románticos alemanes.
El trabajo mejor conocido de Blodek es la ópera en un acto V studni (En el pozo), representada primero en el Teatro Provisional en noviembre de 1867. Es uno de los varios libretos de ópera de pueblo escritos a Sabina, tiene un elenco de cuatro personajes y está hecho de puñado de números cerrados: cinco solos, dos duetos, un cuarteto, una obertura y un intermezzo, y tres breves conjuntos para coros y solistas. Fue la primera ópera cómica checa en reemplazar el diálogo hablado con el recitativo. La ópera de Blodek es considerada a veces como una de las óperas más "checas" después de las de Smetana – fue escrita poco después del estreno de La novia vendida. La siguiente ópera de Blodek, Zítek, de nuevo para un libreto de Sabina (una comedia histórica desarrollada en el siglo XIV), fue una obra más ambiciosa tanto en su vocabulario musical como en su forma operística. Era una ópera completa en tres actos, que hizo un intento de romper las divisiones entre los números cerrados de su predecesora, usando arioso y coros más integrados en la acción. Blodek completó solo un acto y parte del segundo antes de su muerte; Smetana, ya enfermo, declinó a finalizarla, pero eventualmente fue completada por F.X. Vaňa y fue representada por primera vez en 1934, en el centésimo aniversario del nacimiento de Blodek.

## Obra
Editores principales: Urbánek, Vilímek, E. Starý, J.A. Christophe & Kuhé, Český hudební fond
Escenario
- Mlhavé obrazy (Misty Pictures), música incidental (Praga, 1859); música para la obra de J. Brandeis; perdida
- Clarissa, ópera (1861); no finalizada; perdida
- Choralista aneb Čtverákovský z Žertovic (El corista, o Čtverákovský de Žertovice), vodevil (1861, Praga, 22 de marzo de 1862); libreto por František Hainiš-Zdobnický; perdida
- Suita perdita: Hudba k slavnosti Shakespeareově (música para las celebraciones de Shakespeare) (Praga, teatro Novoměstské, 23 de abril de 1864)
- V studni (En el pozo), ópera cómica en 1 acto (Praga, Teatro Provisional, 17 de noviembre de 1867); libreto por Karel Sabina
- Svatojánská pouť (La peregrinación de San Juan), música incidental (Praga, 1868); música para la obra de František Ferdinand Šamberk
- Zítek, ópera cómica en 3 actos (1868–1869); libreto por Karel Sabina; no finalizada; completada por František Xaver Váňa (Praga, Teatro Nacional, 3 de octubre de 1934)
- Música incidental para aproximadamente 60 obras

Orquesta
- Obertura para concierto en do mayor, Op. 2 (1850)
- Obertura en re mayor (1854)
- Sinfonía en re menor (1858–1859)
- Obertura para concierto en mi mayor (1859)
- Obertura en mi menor (1862)

Conciertos
- Concierto para flauta en re mayor (1862); publicado por Jindřich Kàan (Praga, 1903)
- Skladba (composición) en la mayor para 2 flautas y orquesta (?1862)

Música de cámara
- Sexteto en re mayor para flauta, 2 violines, oboe, trompa, y trombón (1847)
- Pieza para salón en do mayor para violín y piano (1850)
- Gran solo en re mayor para flauta y piano, Op. 1 (1851); perdido
- Allegro bravour en re mayor para flauta y piano (1852); perdido
- Fantasie e capriccio en fa mayor para flauta y piano (1863)
- Andante cantabile para violonchelo y piano (1863)

Piano
- Lípový lístek para piano a 4 manos
- Impromptu – Scherzo – Valčík – Barkarola (Fischerlied)

Vocal
- Die Kapelle (La capilla), canciones para voz y piano (1951); texto por Ludwig Uhland
- Písně milostné (Canciones de amor) para voz y piano (c.1860, Praga, 1909); traducción en checo por Karel Hašler

1. Hoře (Melancolía); texto por Joseph von Eichendorff
2. Předsevzetí (Resolución); texto por Robert Prutz
3. Květy lotosu (Las flores de loto); texto por Heinrich Heine
4. Jen Ty! (¡Solo tú!); texto por Ludwig Uhland
5. Kdybych byl ptáčetem (Si yo fuera un pajarito); texto por J. Körnlein
6. Sladce spi! (¡Buenas noches!); texto por Robert Reinick
7. Návrat pocestného (Viajero de regreso); texto anónimo
8. Znám jednu perlu krásnou (Conozco una hermosa perla); texto por Eduard Maria Öttinger
9. Ty v dálce dlíš; texto por Emanuel Geibel
10. Ptáčku můj poslíčku (Las aves son mi mensajero); texto por Johann Gabriel Seidl
11. Loučení (Despedida); texto por Joseph von Eichendorff
12. Krádež (Robo); texto por Robert Reinick
13. Nocturno; texto anónimo

- Dvě písně ve snadném slohu (Dos canciones en estilo fácil)

Coral
- Abschied vom Walde (Adiós a la selva) para coro (c.1855)
- Náš zpěv (Nuestro canto) para coro (1859); texto por Vítězslav Hálek
- 6 mužských sborů (6 coros masculinos) (1859)
- K bratrům (A los hermanos)
- Ach ty Labe tiché (Oh, el silencio del Elba) para coro masculino (1865)
- Pijácká (Společná) para coro masculino (1867)
- Pochod (Marcha) para coro masculino (1867)
- Starý ženich (El antiguo novio) para coro masculino; texto por Karel Sabina
- Lovecká (Cacería), himno; texto por Václav Jaromír Picek
- Festmesse ke cti Nejsvětější Trojice (Misa solemne en honor de la Santísima Trinidad) (1863)
- Mše D dur (Misa en re mayor) (1865)
- Ave Maria en do mayor para coro mixto (1859, Praga 1888)
- Otče náš (Padre nuestro) en fa mayor para coro masculino (1863)
- Veni creator para coro mixto (1863)
- Adoramus en la menor (para coro masculino, a la Madonna Sixtina de Rafael).
- Offertorium; perdida
- 20 coros para voces masculinas, algunos para textos alemanes de Joseph von Eichendorff, Heinrich Heine, y Adelbert von Chamisso, y para textos checos de Václav Hanka, Jiljí Vratislav Jahn, Václav Jaromír Picek, y Karel Sabina